# Alexander Dilger

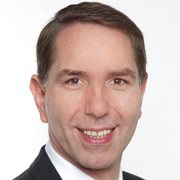
Alexander Dilger

Alexander Dilger (* 1968 in Bochum) ist ein deutscher Wirtschaftswissenschaftler, Hochschullehrer und war politisch aktiv (AfD, zuvor FDP). Von April bis November 2013 war er Landessprecher der AfD Nordrhein-Westfalen, aus der er während des Bundesparteitags im Juli 2015 austrat.

## Forschung und Lehre
Dilger studierte zwischen 1988 und 1992 Volkswirtschaftslehre und Philosophie an der Freien Universität Berlin. 1997 wurde er zum Thema Auktionen in Insolvenzen bei Elmar Wolfstetter an der Humboldt-Universität zu Berlin promoviert. Anschließend wechselte er an die Ernst-Moritz-Arndt-Universität Greifswald. Mit der im April 2001 vorgelegten Arbeit Ökonomik betrieblicher Mitbestimmung habilitierte er sich und war im Anschluss als Privatdozent tätig. Nach einer Gastprofessor für Personalmanagement an der Universität Wien zwischen Oktober 2002 und Juni 2003 kehrte er zunächst nach Greifswald zurück, ehe er zum Oktober 2003 als Professor an die Westfälische Wilhelms-Universität nach Münster berufen wurde, wo er vor allem am Institut für Ökonomische Bildung tätig war und seit 2005 auch dem Centrum für Management angehört. Im Oktober 2010 übernahm er die Leitung des neu geschaffenen Instituts für Organisationsökonomik.
Im Mittelpunkt der Arbeit Dilgers stehen betriebs- und volkswirtschaftliche Fragestellungen hinsichtlich Organisationen. Die Bandbreite reicht dabei von Problemen innerhalb von Organisationen über verschiedene Formen von Organisationen bis zu Fragestellungen familienbewusster Personalpolitik, der Mitbestimmung oder auch Sportökonomik.
Dilger ist Mitglied zahlreicher Forschungsgesellschaften, neben anderen der American Economic Association, der Econometric Society und der European Economic Association. Im Verband der Hochschullehrer für Betriebswirtschaft (VHB) war er von 2006 bis 2012 Vorsitzender der wissenschaftlichen Kommission Hochschulmanagement. Er ist geschäftsführender Herausgeber der Zeitschrift Hochschulmanagement, in der Themen rund um die Leitung, Entwicklung und Selbstverwaltung von Hochschulen und anderen Wissenschaftseinrichtungen diskutiert werden. Zudem ist er Gutachter für diverse nationale und internationale Wissenschaftspublikationen.

## Politik
2005 unterzeichnete Dilger den sogenannten Hamburger Appell, der eine Stellungnahme zur wirtschaftlichen und politischen Lage in Deutschland gab und eine Neuausrichtung der Wirtschaftspolitik einforderte.
Bis zum Frühjahr 2013 war Alexander Dilger langjähriges Mitglied der FDP und leitete den Landesfachausschuss für Innovation, Wissenschaft und Forschung in Nordrhein-Westfalen. 
Am 24. März 2013 trat er in die Alternative für Deutschland (AfD) über, wurde zum Landessprecher der AfD Nordrhein-Westfalen sowie Spitzenkandidat seines Landesverbands und Direktkandidat in Dortmund bei der Bundestagswahl 2013 gewählt. Dilger erklärte am  21. Oktober 2013 seinen Rücktritt vom Sprecheramt zum Landesparteitag der AfD am 30. November und 1. Dezember 2013. Während des Bundesparteitags im Juli 2015 verließ er die Partei, als Frauke Petry sich bei der Wahl zum ersten Sprecherposten gegen Bernd Lucke durchsetzte. Dem Weckruf 2015 schloss sich Dilger nicht an. Er betrachtete die Gründung des Weckrufs und der Partei ALFA als Fehler.

## Mitgliedschaften
- Alexander Dilger ist Mitglied des 2020 gegründeten Netzwerks Wissenschaftsfreiheit.[6]

## Privates
Alexander Dilger ist verheiratet und hat zwei Kinder.

## Schriften (Auswahl)

### Monografien
- Auktionen in Insolvenzen. Ein Vorschlag zur optimalen Gestaltung von Insolvenzverfahren. Logos Verlag, Berlin 1998, ISBN 3-89722-038-5.
- Ökonomik betrieblicher Mitbestimmung. Die wirtschaftlichen Folgen von Betriebsräten(= Schriftenreihe Industrielle Beziehungen, Band 15). Hampp, München u. a. 2002, ISBN 3-87988-645-8.

### Herausgeberschaften
- Zukunft der Arbeit. Wirtschaftliche Dynamik und Reformen. Hampp, München u. a. 2002, ISBN 3-87988-691-1.
- mit Irene Gerlach, Helmut Schneider: Betriebliche Familienpolitik. Potenziale und Instrumente aus multidisziplinärer Sicht. VS Verlag für Sozialwissenschaften, Wiesbaden 2007, ISBN 978-3-531-15396-4.
- mit Harald Dyckhoff, Günter Fandel: Performance Management im Hochschulbereich (= Zeitschrift für Betriebswirtschaft, Special Issue 3/2013). Springer Gabler, Wiesbaden 2013, ISBN 978-3-658-03347-7.
- mit Thomas Gehrig und Marko Sarstedt: (Ir)Rationality of Decisions in Business Research and Practice, (= Business Research 12(1), Special Issue). Springer International Publishing, Basel 2019, ISSN 2198-2627.